# Kivijärvi (stor sjö i Mellersta Finland)
Kivijärvi är en sjö i Finland. Den ligger i kommunerna Kivijärvi, Kannonkoski och Kinnula i landskapet Mellersta Finland, i den centrala delen av landet, 300 km norr om huvudstaden Helsingfors. Kivijärvi ligger 130,8 meter över havet. Den är 43,78 meter djup. Arean är 154,03 kvadratkilometer och strandlinjen är 544,5 kilometer lång. Sjön  ingår i Kymmene älvs huvudavrinningsområde.   Den sträcker sig 46,5 kilometer i nord-sydlig riktning, och 17,5 kilometer i öst-västlig riktning.
I Kivijärvi finns följande öar:
- Vuohisaari (ö i Kannonkoski, Kuivaselkä), 62°58′57″N 25°14′41″Ö / 62.9826°N 25.2448°Ö (4 ha)
- Viivasaari, 62°59′23″N 25°10′57″Ö / 62.9896°N 25.1826°Ö (4 ha)
- Siikasaari (ö i Kivijärvi), 63°06′43″N 25°13′26″Ö / 63.112°N 25.224°Ö
- Saihosaari, 63°08′09″N 25°13′10″Ö / 63.1357°N 25.2195°Ö (36 ha)
- Riansaari (ö i Mellersta Finland), 63°10′07″N 25°07′33″Ö / 63.1686°N 25.1259°Ö (90 ha)
- Heitsaari, 63°05′39″N 25°09′03″Ö / 63.0943°N 25.1508°Ö (52 ha)
- Rasvasaari (ö i Finland, Mellersta Finland), 63°12′03″N 25°06′21″Ö / 63.2007°N 25.1058°Ö (1 ha)
- Vasikko (ö i Mellersta Finland), 63°11′56″N 25°07′41″Ö / 63.199°N 25.128°Ö (3 ha)
- Pekko (ö), 63°11′57″N 25°07′58″Ö / 63.1991°N 25.1328°Ö (1 ha)
- Palosaaret (ö i Mellersta Finland), 63°11′52″N 25°08′29″Ö / 63.1977°N 25.1413°Ö (6 ha)
- Pankki, 63°11′39″N 25°09′01″Ö / 63.1941°N 25.1503°Ö (0 ha)
- Mökkisaari (ö i Kivijärvi), 63°11′24″N 25°11′08″Ö / 63.1901°N 25.1855°Ö (0 ha)
- Petäjäsaari (ö i Kivijärvi), 63°12′15″N 25°11′04″Ö / 63.2041°N 25.1844°Ö (3 ha)
- Madesaaret, 63°12′18″N 25°10′52″Ö / 63.2051°N 25.1812°Ö (1 ha)
- Iso Kuoresaari, 63°13′15″N 25°09′56″Ö / 63.2208°N 25.1655°Ö
- Tervonsaari (ö i Mellersta Finland, Saarijärvi-Viitasaari), 63°12′45″N 25°07′59″Ö / 63.2126°N 25.1331°Ö (1 ha)
- Likosaari (ö i Kivijärvi, Tyytiänselkä), 63°12′56″N 25°07′39″Ö / 63.2156°N 25.1275°Ö (1 ha)
- Kotasaari (ö i Mellersta Finland, Saarijärvi-Viitasaari, lat 63,21, long 25,12), 63°12′42″N 25°07′04″Ö / 63.2116°N 25.1178°Ö (2 ha)
- Hirsisaari (ö i Mellersta Finland, Saarijärvi-Viitasaari), 63°12′59″N 25°07′27″Ö / 63.2164°N 25.1243°Ö (4 ha)
- Montiainen, 63°13′20″N 25°07′40″Ö / 63.2223°N 25.1279°Ö
- Pöhlö, 63°13′12″N 25°07′24″Ö / 63.22°N 25.1233°Ö
- Konisaari (ö i Mellersta Finland, Saarijärvi-Viitasaari, lat 63,21, long 25,10), 63°12′44″N 25°05′59″Ö / 63.2121°N 25.0996°Ö (0 ha)
- Pieni Kumpusaari (ö i Kivijärvi), 63°12′56″N 25°05′39″Ö / 63.2156°N 25.0942°Ö (0 ha)
- Sammalsaari (ö i Mellersta Finland, Saarijärvi-Viitasaari), 63°13′43″N 25°09′47″Ö / 63.2286°N 25.1631°Ö
- Kuikkasaari
- Pappisaari (ö i Mellersta Finland, Saarijärvi-Viitasaari), 63°13′56″N 25°10′13″Ö / 63.2322°N 25.1703°Ö (0 ha)
- Jänissaari
- Nuottasaari
- Pieni Sikosaari (ö i Mellersta Finland, Saarijärvi-Viitasaari), 63°13′52″N 25°08′59″Ö / 63.2311°N 25.1497°Ö (1 ha)
- Hämeensaari (ö i Kivijärvi), 63°13′03″N 25°08′02″Ö / 63.2176°N 25.134°Ö (5 ha)
- Pieni Kuoresaari, 63°13′08″N 25°09′36″Ö / 63.219°N 25.16°Ö (2 ha)
- Luodonpää, 63°14′15″N 25°07′00″Ö / 63.2374°N 25.1167°Ö (0 ha)
- Mustasaari (ö i Kinnula, Tyytiänselkä), 63°14′12″N 25°07′19″Ö / 63.2367°N 25.122°Ö (1 ha)
- Hevonkenkä (ö i Mellersta Finland), 63°14′10″N 25°08′14″Ö / 63.2361°N 25.1373°Ö (0 ha)
- Sikosaari (ö i Kivijärvi, Tyytiänselkä), 63°14′10″N 25°08′38″Ö / 63.2361°N 25.1438°Ö (26 ha)
- Santunsaari (ö i Kivijärvi), 63°14′01″N 25°10′37″Ö / 63.2335°N 25.1769°Ö (1 ha)
- Muorinsaari (ö i Mellersta Finland), 63°14′03″N 25°10′47″Ö / 63.2341°N 25.1797°Ö (0 ha)
- Tiirinsaari (ö i Kinnula), 63°15′36″N 25°07′57″Ö / 63.26°N 25.1326°Ö (1 ha)
- Leppäluodot (ö i Mellersta Finland), 63°15′49″N 25°06′06″Ö / 63.2635°N 25.1017°Ö (0 ha)
- Vattusaari (ö i Kinnula), 63°15′44″N 25°06′58″Ö / 63.2622°N 25.116°Ö (13 ha)
- Mäntysaari (ö i Kinnula), 63°15′46″N 25°07′34″Ö / 63.2628°N 25.1261°Ö (6 ha)
- Kuvainsaari, 63°16′05″N 25°05′56″Ö / 63.268°N 25.0989°Ö (1 ha)
- Eeronsaaret, 63°16′00″N 25°06′52″Ö / 63.2666°N 25.1145°Ö (0 ha)
- Sääski, 63°16′12″N 25°09′01″Ö / 63.2699°N 25.1502°Ö (0 ha)
- Peurasaari (ö i Kinnula), 63°16′36″N 25°09′48″Ö / 63.2767°N 25.1634°Ö (4 ha)
- Pikku Korpisaari, 63°20′28″N 25°04′27″Ö / 63.341°N 25.0741°Ö
- Korpisaari (ö i Kinnula), 63°20′30″N 25°04′33″Ö / 63.3417°N 25.0759°Ö
- Majalansaari, 63°20′35″N 25°04′24″Ö / 63.3431°N 25.0732°Ö (3 ha)
- Iso-Lokki (ö i Mellersta Finland, Saarijärvi-Viitasaari), 63°20′41″N 25°04′22″Ö / 63.3446°N 25.0728°Ö (1 ha)
- Peuru (ö i Mellersta Finland), 63°20′48″N 25°04′43″Ö / 63.3467°N 25.0787°Ö (0 ha)
- Riuttasaari (ö i Kinnula), 63°20′59″N 25°04′56″Ö / 63.3498°N 25.0822°Ö (2 ha)
- Naurislupu, 63°20′54″N 25°04′09″Ö / 63.3484°N 25.0693°Ö (0 ha)
- Tummunsaari, 63°21′24″N 25°03′09″Ö / 63.3566°N 25.0525°Ö (0 ha)
- Koppisaari (ö i Mellersta Finland), 63°21′17″N 25°03′23″Ö / 63.3547°N 25.0563°Ö (0 ha)
- Naurissaari (ö i Kinnula), 63°21′16″N 25°03′46″Ö / 63.3544°N 25.0629°Ö (9 ha)
- Kinnusensaari (ö i Kinnula), 63°21′21″N 25°04′15″Ö / 63.3557°N 25.0707°Ö (1 ha)
- Tupsu (ö i Mellersta Finland, Saarijärvi-Viitasaari), 63°21′24″N 25°04′07″Ö / 63.3566°N 25.0687°Ö (0 ha)
- Aunu (ö i Mellersta Finland), 63°21′22″N 25°04′05″Ö / 63.356°N 25.068°Ö (0 ha)
- Lupu (ö), 63°21′08″N 25°04′14″Ö / 63.3522°N 25.0706°Ö (0 ha)
- Yrjönsaari (ö i Mellersta Finland), 63°17′04″N 25°06′55″Ö / 63.2845°N 25.1154°Ö (1 ha)
- Ammeluodot, 63°16′41″N 25°08′41″Ö / 63.2781°N 25.1448°Ö (2 ha)
- Riuttasaaret (ö i Mellersta Finland, Saarijärvi-Viitasaari), 63°16′48″N 25°09′02″Ö / 63.2799°N 25.1506°Ö (2 ha)
- Kotkatluoto (ö i Mellersta Finland), 63°17′23″N 25°08′12″Ö / 63.2898°N 25.1367°Ö (0 ha)
- Venesaari (ö i Mellersta Finland), 63°17′24″N 25°07′14″Ö / 63.29°N 25.1205°Ö (1 ha)
- Petäjäluoto (ö i Kinnula), 63°17′33″N 25°07′23″Ö / 63.2926°N 25.123°Ö (1 ha)
- Aurusaari, 63°17′36″N 25°07′12″Ö / 63.2932°N 25.12°Ö (1 ha)
- Masonluoto, 63°18′12″N 25°07′10″Ö / 63.3034°N 25.1195°Ö (1 ha)
- Selkä-Koivusaari, 63°18′33″N 25°07′19″Ö / 63.3091°N 25.1219°Ö (10 ha)
- Pieksänsaari, 63°18′32″N 25°06′56″Ö / 63.3088°N 25.1155°Ö (2 ha)
- Pieksänluoto, 63°18′41″N 25°06′38″Ö / 63.3114°N 25.1106°Ö (0 ha)
- Karvasaari (ö i Mellersta Finland, Saarijärvi-Viitasaari), 63°18′59″N 25°06′47″Ö / 63.3164°N 25.113°Ö (0 ha)
- Vanhanpirtinsaari, 63°19′58″N 25°06′34″Ö / 63.3327°N 25.1095°Ö
- Koiraluoto (ö i Mellersta Finland, Saarijärvi-Viitasaari), 63°20′10″N 25°06′11″Ö / 63.3361°N 25.103°Ö (0 ha)
- Vuohisaari (ö i Kivijärvi, Talviaislahti), 63°11′26″N 25°14′00″Ö / 63.1905°N 25.2333°Ö (6 ha)
- Talatsaari (ö i Kivijärvi, Vipulahti), 63°11′42″N 25°14′31″Ö / 63.1951°N 25.2419°Ö (2 ha)
- Hongansaari, 63°11′31″N 25°13′20″Ö / 63.192°N 25.2223°Ö (2 ha)
- Kärsänsaari, 63°11′51″N 25°12′56″Ö / 63.1976°N 25.2155°Ö (13 ha)
- Pienet Talviaissaaret, 63°11′20″N 25°11′28″Ö / 63.189°N 25.1911°Ö (0 ha)
- Louhusaaret (ö i Kivijärvi, Talviaislahti), 63°12′10″N 25°11′49″Ö / 63.2027°N 25.1969°Ö (13 ha)
- Kaunissaari (ö i Kivijärvi), 63°12′21″N 25°11′54″Ö / 63.2059°N 25.1982°Ö (1 ha)
- Pienet Vuohisaaret, 63°11′25″N 25°13′40″Ö / 63.1903°N 25.2277°Ö (0 ha)
- Juurikkasaari (ö i Kivijärvi, Sammallahti), 63°14′20″N 25°12′13″Ö / 63.2388°N 25.2036°Ö
- Säynätsaari (ö i Kivijärvi), 63°14′46″N 25°11′48″Ö / 63.246°N 25.1967°Ö (0 ha)
- Rajasaari
- Tammaluoto
- Malmiluoto (ö i Mellersta Finland), 63°01′38″N 25°08′36″Ö / 63.0272°N 25.1434°Ö (0 ha)
- Koirasaari (ö i Kivijärvi, Aittonen), 63°02′01″N 25°09′10″Ö / 63.0337°N 25.1527°Ö (1 ha)
- Surmasaari
- Kierinsaari (ö i Mellersta Finland), 63°02′47″N 25°08′55″Ö / 63.0465°N 25.1487°Ö (0 ha)
- Raiskansaari, 63°03′26″N 25°08′12″Ö / 63.0571°N 25.1366°Ö (3 ha)
- Lintusaari (ö i Kannonkoski, Lintuselkä), 63°03′38″N 25°09′31″Ö / 63.0606°N 25.1587°Ö (4 ha)
- Selänrannanluoto, 63°03′58″N 25°06′54″Ö / 63.0662°N 25.1151°Ö (0 ha)
- Lehtosaaret (ö i Mellersta Finland, Saarijärvi-Viitasaari), 63°04′11″N 25°10′25″Ö / 63.0698°N 25.1735°Ö (1 ha)
- Olkisaari (ö i Kivijärvi), 63°04′48″N 25°05′45″Ö / 63.0799°N 25.0958°Ö (0 ha)
- Kisma (ö), 63°04′47″N 25°09′55″Ö / 63.0798°N 25.1654°Ö (2 ha)
- Tervasaari (ö i Kivijärvi), 63°04′58″N 25°08′02″Ö / 63.0829°N 25.1338°Ö (4 ha)
- Selkäluoto
- Kalliosaari (ö i Kivijärvi), 63°04′49″N 25°09′34″Ö / 63.0803°N 25.1594°Ö (0 ha)
- Pieni Huhmarsaari, 63°05′46″N 25°11′01″Ö / 63.0961°N 25.1837°Ö (0 ha)
- Juvanluoto, 63°05′33″N 25°07′40″Ö / 63.0925°N 25.1278°Ö (0 ha)
- Mustaluoto (ö i Mellersta Finland), 63°05′09″N 25°10′12″Ö / 63.0857°N 25.17°Ö (0 ha)
- Riuttaluoto, 63°06′27″N 25°03′54″Ö / 63.1075°N 25.0651°Ö (0 ha)
- Kuikkasaari
- Sikaluoto (ö i Mellersta Finland), 63°06′59″N 25°04′41″Ö / 63.1165°N 25.078°Ö (0 ha)
- Pikkusaaret (ö i Kivijärvi), 63°07′16″N 25°01′57″Ö / 63.1212°N 25.0326°Ö (0 ha)
- Pyöreäsaari (ö i Kivijärvi, Kirkkosalmi), 63°07′15″N 25°02′31″Ö / 63.1209°N 25.042°Ö (2 ha)
- Vasikkasaari (ö i Kivijärvi, Kirkkosalmi), 63°07′29″N 25°02′18″Ö / 63.1246°N 25.0382°Ö (12 ha)
- Talatsaari (ö i Kivijärvi, Kirkkosalmi), 63°07′12″N 25°03′14″Ö / 63.1199°N 25.0538°Ö (4 ha)
- Pyykkisaari (ö i Kivijärvi, Vuonamonlahti), 63°08′10″N 25°00′25″Ö / 63.136°N 25.007°Ö (0 ha)
- Hannonsaari (ö i Mellersta Finland), 63°08′02″N 25°01′11″Ö / 63.1339°N 25.0196°Ö
- Hämeensaari (ö i Kivijärvi, Kirkkosalmi), 63°07′38″N 25°02′21″Ö / 63.1271°N 25.0392°Ö (0 ha)
- Onkisaaret (ö i Mellersta Finland), 63°07′53″N 25°04′00″Ö / 63.1314°N 25.0668°Ö (0 ha)
- Kalliosaari (ö i Kivijärvi, Hoikansalmi), 63°08′23″N 25°01′52″Ö / 63.1396°N 25.0312°Ö (0 ha)
- Matosaaret (ö i Mellersta Finland), 63°08′24″N 25°03′35″Ö / 63.1401°N 25.0597°Ö (0 ha)
- Vapunkallio, 63°07′06″N 25°01′54″Ö / 63.1183°N 25.0317°Ö (0 ha)
- Kuoresaari (ö i Mellersta Finland, Saarijärvi-Viitasaari), 63°08′39″N 25°03′20″Ö / 63.1441°N 25.0555°Ö (0 ha)
- Hirvisaari (ö i Kivijärvi, Kirkkosalmi), 63°06′14″N 25°06′48″Ö / 63.1038°N 25.1134°Ö (1 ha)
- Kalmosaaret (ö i Mellersta Finland), 63°06′13″N 25°08′41″Ö / 63.1035°N 25.1447°Ö (3 ha)
- Honkosaari, 63°06′14″N 25°09′11″Ö / 63.104°N 25.1531°Ö (10 ha)
- Lingmaninsaari, 63°05′54″N 25°10′09″Ö / 63.0982°N 25.1692°Ö (0 ha)
- Yrjönsaaret, 63°06′41″N 25°10′02″Ö / 63.1115°N 25.1673°Ö (1 ha)
- Ilvessaari (ö i Mellersta Finland, Saarijärvi-Viitasaari), 63°06′50″N 25°05′27″Ö / 63.1138°N 25.0907°Ö (0 ha)
- Petäjäluoto (ö i Kivijärvi), 63°07′26″N 25°09′49″Ö / 63.1238°N 25.1636°Ö (0 ha)
- Härkäkivi, 63°08′00″N 25°09′30″Ö / 63.1333°N 25.1582°Ö (0 ha)
- Sikasaari
- Tulisaari (ö i Kivijärvi), 63°08′33″N 25°08′36″Ö / 63.1424°N 25.1434°Ö
- Mäntysaari (ö i Kivijärvi, Härkkämönlahti), 63°08′26″N 25°08′10″Ö / 63.1405°N 25.1362°Ö (2 ha)
- Kittisaari, 63°08′45″N 25°08′41″Ö / 63.1457°N 25.1447°Ö (0 ha)
- Kurikkasaari
- Luolasaari (ö i Mellersta Finland), 63°09′41″N 25°07′25″Ö / 63.1615°N 25.1237°Ö (0 ha)
- Vietsaari, 63°09′24″N 25°07′36″Ö / 63.1567°N 25.1266°Ö (71 ha)
- Lehmisaari (ö i Kivijärvi), 63°09′31″N 25°08′54″Ö / 63.1587°N 25.1483°Ö (1 ha)
- Verkkosaari (ö i Kivijärvi, Kopsaperä), 63°09′49″N 25°07′04″Ö / 63.1636°N 25.1179°Ö (8 ha)
- Kerttu, 63°10′16″N 25°08′28″Ö / 63.1711°N 25.1412°Ö (0 ha)
- Kumpuluoto (ö i Mellersta Finland), 63°10′52″N 25°06′13″Ö / 63.181°N 25.1037°Ö (0 ha)
- Iso Koirasaari, 63°10′37″N 25°09′17″Ö / 63.1769°N 25.1547°Ö (1 ha)
- Pieni Koirasaari (ö i Mellersta Finland), 63°10′27″N 25°09′43″Ö / 63.1741°N 25.1619°Ö (0 ha)
- Muikkuluoto
- Lonkerosaari, 63°11′12″N 25°06′37″Ö / 63.1868°N 25.1103°Ö (2 ha)
- Aunonluoto, 63°11′03″N 25°07′00″Ö / 63.1842°N 25.1168°Ö (0 ha)
- Katajasaari (ö i Mellersta Finland, Saarijärvi-Viitasaari), 63°11′10″N 25°08′01″Ö / 63.1862°N 25.1335°Ö (2 ha)
- Pukkisaari (ö i Kannonkoski, Kuivaselkä), 63°00′03″N 25°10′56″Ö / 63.0007°N 25.1821°Ö (0 ha)
- Kerttusaari (ö i Mellersta Finland), 63°00′09″N 25°12′26″Ö / 63.0025°N 25.2072°Ö (0 ha)
- Jauhosaari (ö i Mellersta Finland, Saarijärvi-Viitasaari), 63°00′28″N 25°11′51″Ö / 63.0077°N 25.1976°Ö
- Pikkusaari
- Korpisaari (ö i Kannonkoski, Piispala), 63°01′59″N 25°11′30″Ö / 63.0331°N 25.1916°Ö (48 ha)
- Metsäsaari (ö i Mellersta Finland), 63°02′04″N 25°12′05″Ö / 63.0345°N 25.2013°Ö (0 ha)
- Kaakkosaari (ö i Mellersta Finland, Saarijärvi-Viitasaari), 63°01′49″N 25°12′08″Ö / 63.0303°N 25.2022°Ö (1 ha)
- Likoluoto
- Haukiluoto (ö i Mellersta Finland), 63°03′08″N 25°11′32″Ö / 63.0522°N 25.1922°Ö
- Kuikansaaret, 63°04′27″N 25°13′13″Ö / 63.0742°N 25.2203°Ö (1 ha)
- Kalliosaari (ö i Kannonkoski, Huhmarselkä), 63°04′17″N 25°15′48″Ö / 63.0715°N 25.2632°Ö (0 ha)
- Mäntysaari
- Koirasaaret (ö i Kannonkoski-Huhmarselkä), 63°04′13″N 25°16′26″Ö / 63.0704°N 25.2738°Ö (1 ha)
- Huhmarsaari (ö i Kivijärvi), 63°05′30″N 25°12′01″Ö / 63.0916°N 25.2002°Ö (23 ha)
- Huhmarluodot, 63°05′13″N 25°12′37″Ö / 63.0869°N 25.2104°Ö (0 ha)
- Lokasaari (ö i Mellersta Finland), 63°05′50″N 25°14′13″Ö / 63.0972°N 25.2369°Ö (1 ha)
- Puurosaari (ö i Mellersta Finland), 63°06′36″N 25°15′48″Ö / 63.1099°N 25.2632°Ö (1 ha)
- Niemisaaret (ö i Mellersta Finland), 63°06′52″N 25°12′10″Ö / 63.1144°N 25.2028°Ö (3 ha)
- Lohisaari (ö i Kivijärvi), 63°06′51″N 25°15′24″Ö / 63.1141°N 25.2568°Ö (3 ha)
- Peurasaaret (ö i Kivijärvi), 63°07′15″N 25°13′40″Ö / 63.1208°N 25.2277°Ö (0 ha)
- Väliluoto (ö i Mellersta Finland), 63°07′21″N 25°14′43″Ö / 63.1224°N 25.2454°Ö (0 ha)
- Varisluoto (ö i Mellersta Finland, Saarijärvi-Viitasaari), 63°07′53″N 25°13′27″Ö / 63.1313°N 25.2241°Ö (1 ha)
- Pieni Palosaari (ö i Mellersta Finland), 63°08′06″N 25°13′56″Ö / 63.135°N 25.2322°Ö (0 ha)
- Likosaari (ö i Kivijärvi), 63°08′04″N 25°14′27″Ö / 63.1344°N 25.2408°Ö (2 ha)
- Uuttusaari
- Lokkisaari (ö i Kivijärvi), 63°08′45″N 25°12′09″Ö / 63.1457°N 25.2024°Ö (2 ha)
- Pyssysaari (ö i Kivijärvi), 63°09′19″N 25°11′39″Ö / 63.1554°N 25.1943°Ö (2 ha)
- Unikallio (ö i Mellersta Finland), 63°10′22″N 25°12′02″Ö / 63.1727°N 25.2005°Ö (0 ha)
- Ukonkallio (ö i Mellersta Finland), 63°10′16″N 25°11′58″Ö / 63.171°N 25.1995°Ö (0 ha)
- Hiidensaaret, 63°10′17″N 25°11′39″Ö / 63.1715°N 25.1942°Ö (0 ha)
- Sääsaari (ö i Mellersta Finland), 63°10′45″N 25°12′30″Ö / 63.1791°N 25.2084°Ö (0 ha)
- Rupusaaret, 63°10′46″N 25°12′46″Ö / 63.1794°N 25.2128°Ö (1 ha)
- Ukonsaari (ö i Mellersta Finland, Saarijärvi-Viitasaari), 63°10′56″N 25°12′35″Ö / 63.1823°N 25.2097°Ö (1 ha)
- Aukeasaari (ö i Kivijärvi), 63°10′45″N 25°13′40″Ö / 63.1791°N 25.2278°Ö (1 ha)
- Papinsaaret (ö i Kivijärvi), 63°10′47″N 25°13′27″Ö / 63.1798°N 25.2243°Ö (1 ha)
- Iso Talviaissaari, 63°11′12″N 25°12′30″Ö / 63.1868°N 25.2084°Ö (33 ha)
- Ykspuinen (ö i Kivijärvi, Kuivaselkä), 63°10′59″N 25°12′02″Ö / 63.1831°N 25.2006°Ö (0 ha)

Följande samhällen ligger vid Kivijärvi:
- Kannonkoski (1 591 invånare)